# Couzeix
Couzeix é uma comuna francesa na região administrativa da Nova Aquitânia, no departamento de Alto Vienne. Estende-se por uma área de 30,69 km². Em 2010 a comuna tinha 9 507 habitantes (densidade: 309,8 hab./km²).